# Louis-Bernard Guyton-Morveau
Louis-Bernard Guyton-Morveau (Digione, 1737 – Parigi, 1816) è stato un chimico francese.

## Biografia
Studiò legge e, nel 1760, fu nominato avvocato generale presso il Parlamento di Digione. Nel 1764 si iscrisse all'Académie de Dijon ed iniziò a studiare chimica. Inizialmente aderì alla teoria del flogisto, come risulta ad esempio dalla sua Dissertation sur le phlogistique (1772).
Si dedicò contemporaneamente allo studio della nomenclatura chimica e nel 1782 pubblicò un Mémoire sur les dénominations chimiques, la nécessité d'en perfectionner le système et les règles pour y parvenir. Convertitosi alla nuova chimica antiflogistica, partecipò con Antoine Lavoisier, Claude Louis Berthollet e Antoine-François de Fourcroy alla realizzazione della Méthode de nomenclature chimique (1787) e alla fondazione della prima rivista scientifica specializzata, dal nome Annales de Chimie (1789).